# K-295 Samara
El K- es un submarino de la clase Akula de la Armada rusa.

## Diseño
El Proyecto 971 tiene un diseño de doble casco. El cuerpo robusto está fabricado en acero aleado de alta calidad con σт = 1 GPa (10.000 kgf/cm²). Para simplificar la instalación del equipo, el barco se diseñó utilizando bloques zonales, lo que hizo posible transferir una cantidad significativa de trabajo desde las condiciones de hacinamiento de los compartimentos del submarino directamente al taller. Una vez finalizada la instalación, la unidad zonal se "enrolla" en el casco del barco y se conecta a los cables y tuberías principales de los sistemas del barco. Se utiliza un sistema de amortiguación de dos etapas: todos los mecanismos se colocan sobre cimientos amortiguados, además, cada unidad de zona está aislada del cuerpo por amortiguadores neumáticos de cuerda de goma. Además de reducir el nivel general de ruido de los submarinos nucleares, dicho esquema puede reducir el impacto de las explosiones submarinas en el equipo y la tripulación. El barco tiene una unidad de cola vertical desarrollada con una bola aerodinámica, en la que se encuentra la antena remolcada. También en el submarino hay dos propulsores reclinables y timones horizontales de proa retráctiles con flaps. Una característica del proyecto es la conexión acoplada sin problemas de la unidad de cola al casco. Esto se hace para reducir los remolinos hidrodinámicos que generan ruido.
El suministro de energía se lleva a cabo mediante una central nuclear. El barco líder, K-284 Akula, estaba equipado con un reactor nuclear refrigerado por agua a presión OK-650M.01. En pedidos posteriores, la AEU tiene mejoras menores. Algunas fuentes informan que los barcos posteriores están equipados con reactores OK-9VM. La potencia térmica del reactor es de 190 MW, la potencia del eje es de 50.000 litros. con. Dos motores eléctricos auxiliares en las columnas exteriores articuladas tienen una capacidad de 410 hp. con un generador diésel ASDG-1000.

## Construcción
El submarino se colocó el 7 de noviembre de 1993 en el Astillero Amur, Komsomolsk del Amur. Botado el 5 de agosto de 1994 y comisionado el 17 de julio de 1995. El 29 de diciembre de 1995, el barco fue incluido en la Flota del Pacífico. Se convirtió en parte de la 45.ª División de Submarinos de la 2.ª Flotilla de Submarinos con base en la Bahía de Krasheninnikov (Vilyuchinsk). El mismo día recibió el nombre de Drakon.
El 4 de diciembre de 1997, se transfirió el nombre del barco del Proyecto 627A K-133 , que fue dado de baja de la flota. En 1998, el submarino se incluyó en la 10.ª División de Submarinos de la 2.ª Flotilla de Submarinos de la Flota del Pacífico con la antigua base. El 20 de agosto de 1999, el submarino recibió el nombre de Samara.
Samara se sometió a una remodelación en 2010 y en julio, el barco participó en el desfile de barcos en el Golfo de Pedro el Grande en la rada de Vladivostok en honor al Día de la Marina.
A partir del 8 de octubre de 2013, se ordenó la reparación media y la modernización profunda del submarino en el Centro de Reparación de Barcos de Severodvinsk JSC Zvyozdochka, donde debe llegar entre julio y agosto de 2014. El traslado a Severodvinsk se llevará a cabo a través de la Ruta del Mar del Norte. A partir del 21 de agosto de 2014, el barco, junto con el K-391 Bratsk del Proyecto 971, se estaba preparando para su transporte a Severodvinsk para su modernización en el Centro de Reparación de Barcos Zvezdochka. El 26 de septiembre de 2014, el Samara y Bratsk fueron entregados a Severodvinsk a lo largo de la Ruta del Mar del Norte desde Kamchatka por el buque plataforma holandés Transshelf para una profunda modernización. La renovación está programada para completarse a fines de 2023.